# Strathroy-Caradoc
Strathroy-Caradoc är en kommun i den kanadensiska provinsen Ontarios sydligaste del, väster om staden London, Ontario. Kommunen består av de mindre orterna Cairngorm, Campbellvale, Caradoc, Christina, Falconbridge, Glen Oak, Longwood, delar av Melbourne, Mount Brydges, Muncey och Strathroy. Strathroy grundades 1832 som en by av irländaren John Stewart Buchanan, som startade en väderkvarn och namngav byn efter sin hemort på Irland. 1860 blev den klassificerad som ett samhälle (village) och 1872 blev den en småstad (town). Den 1 januari 2001 gick Strathroy ihop med kommunen Caradoc.
Den breder sig ut över 274,12 kvadratkilometer (km2) stor yta och hade en folkmängd på 20 978 personer vid den nationella folkräkningen 2011.